# Павлиново (разъезд)
Павли́ново — разъезд Московской железной дороги в границах села Павлиново Калужской области. Открыт в 1899 году на Данково-Смоленской железной дороге.

## Описание
Расположен на железнодорожной линии Смоленск — Сухиничи в Спас-Деменском райне Калужской области. От остановочного пункта отходят однопутные неэлектрифицированные участки на Спас-Деменск и Ельню. Отнесён к Смоленскому региону Московской железной дороги. Находится на границе Калужской и Смоленской областей.

## История
Разъезд Павлиново Данково-Смоленской железной дороги открыта в 1899 году. Вскоре были введены в эксплуатацию здание железнодорожного вокзала и водонапорная башня.
Один из крупных на то время в Ельнинском уезде Смоленской губернии пунктов по отгрузке лесоматериалов и древесного угля. Также отгружались: льняное и конопляное масло в бочках, зерно, прочие товары, имевшие спрос в других регионах Российской империи и за её пределами.
Процветали выделка древесного спирта, уксусного порошка и прочие промыслы. В 1911 году со станции Павлиново отправлено около 12 тысяч пассажиров и 746 тысяч пудов грузов; прибыло грузов 204 тысячи пудов.
В годы Великой Отечественной войны в районе Павлиново и Спас-Деменска шли ожесточённые бои. Посёлок был разрушен, дома сожжены, но здание железнодорожного вокзала и часть станционных построек уцелело.
После войны было отремонтировано железнодорожное полотно, служебные и технические постройки. Возобновлено регулярное пассажирское сообщение с Ельней и Фаянсовой.

## Пассажирское движение
Через Павлиново проходит небольшое количество пассажирских поездов дальнего следования, которые не имеют здесь остановки. Все пригородные поезда (рельсовые автобусы), следующие направлением на Ельню, Спас-Деменск и Фаянсовую имеют в Павлиново непродолжительную остановку.